# Pedro Morales
Pedro Morales (Culebra, 22 de outubro de 1942 — Perth Amboy, 12 de fevereiro de 2019) foi um lutador de wrestling profissional porto-riquenho. Ele iniciou a sua carreira profissional quando ainda era um adolescente em 1959 e continuou até o fim da década de 1980. Morales foi o primeiro homem na história do wrestling a conquistar todos os três maiores títulos para homens da World Wrestling Federation: o WWWF Heavyweight Championship, o Intercontinental Championship e o WWF World Tag Team Championship.
Sofrendo da Doença de Parkinson, morreu em 12 de fevereiro de 2019 aos 76 anos de idade.

## Carreira no wrestling
- Treinamento em Circuitos Independentes (1959-1964)
- World Wrestling Association (1965-1968)
- National Wrestling Alliance (1969, 1974-1980)
- World (Wide) Wrestling Federation (1970-1973, 1980-1987)

## Títulos e prêmios
Championship Wrestling from Florida
- - NWA Florida Southern Heavyweight Championship (1 vez)[6]
  - NWA Florida Tag Team Championship (1 vez) - com Rocky Johnson[6]
  - NWA Florida Television Championship (1 vez)[6]

NWA Mid-Pacific Promotions
- - NWA Hawaii Tag Team Championship (3 vezes) - com Bing Ki Lee (1) e Ed Francis (2)[6]
  - NWA North American Heavyweight Championship (Versão Havaí) (3 vezes)[6]

NWA San Francisco
- - NWA World Tag Team Championship (San Francisco version) (1 vez) - com Pat Patterson[6]

Pro Wrestling Illustrated
- - Lutador do Ano (1972)[7]
  - PWI o colocou em 111º lugar dos 500 melhores wrestlers durante a PWI 500 de 2003.[8]

World Wrestling Association (Los Angeles)
- - WWA World Heavyweight Championship (2 vezes)[6]
  - WWA World Tag Team Championship (4 vezes) - com Luis Hernandez (1), Mark Lewin (1), Ricky Romero (1) e Victor Rivera (1)[6]

World Wrestling Council
- - WWC North American Heavyweight Championship (2 vezes)[6]
  - WWC World Tag Team Championship (1 vez) - com Carlos Colón[6]

World Wide Wrestling Federation/ World Wrestling Federation
- - WWF Hall of Fame (Classe de 1995)
  - WWF Intercontinental Championship (2 vezes)[6]
  - WWF Tag Team Championship (1 vez) - com Bob Backlund[6]
- WWWF United States Championship (1 vez)[6]
  - WWWF World Heavyweight Championship (1 vez)[6]
  - Triple Crown Championship[4]